# Velociraptor!
Velociraptor! – czwarty album studyjny zespołu Kasabian, wydany 16 września 2011 roku.
Nagrania w Polsce uzyskały status złotej płyty.

## Informacje
Piosenka „Switchblade Smiles” została udostępniona na oficjalnej stronie internetowej sklepu zespołu. Piosenkę można było pobrać 7 czerwca 2011 roku za darmo, po uprzednim zakupieniu płyty w ofercie pre-order.  
„La Fée Verte” pojawiła się w soundtracku do filmu Londyński bulwar, jednakże wersja użyta w filmie różni się od wersji albumowej.
„Switchblade Smiles” została użyta w grze FIFA 12.
„Acid Turkish Bath (Shelter from the Storm)” pojawiła się w filmie Elita zabójców (film 2011).

## Lista utworów
1. „Let's Roll Just Like We Used To” – 4:47
2. „Days Are Forgotten” – 5:03 (1. singiel)
3. „Goodbye Kiss” – 4:04 (3. singiel)
4. „La Fée Verte” – 5:48
5. „Velociraptor!” – 2:52
6. „Acid Turkish Bath (Shelter from the Storm)” – 6:02
7. „I Hear Voices” – 3:59
8. „Re-wired” – 4:44 (2. singiel)
9. „Man of Simple Pleasures” – 3:51 (4. singiel)
10. „Switchblade Smiles” – 4:14 (singiel promocyjny)
11. „Neon Noon” – 5:21